# Boniface Ferrier
 (juin 2025).
Si vous disposez d'ouvrages ou d'articles de référence ou si vous connaissez des sites web de qualité traitant du thème abordé ici, merci de compléter l'article en donnant les références utiles à sa vérifiabilité et en les liant à la section « Notes et références ».
Pour les articles homonymes, voir Ferrier (homonymie).
Boniface Ferrier, en espagnol : Bonifacio Ferrer, en catalan Bonifaci Ferrer, né en 1355, près de Valence (royaume de Valence,couronne d'Aragon) et mort le 29 avril 1417 dans la chartreuse de Val de Christo à Altura est un moine chartreux, devenu prieur de la Grande Chartreuse et prieur général des chartreux.

## Biographie

### Jeunesse et ascension sociale
Boniface Ferrier, est issu de la noblesse aragonaise, fils du notaire Guillem ou Guillermo Ferrer et de Constanza Miquel, originaire de Palamós et de Constança Miquel. Il a deux frères dont Saint Vincent Ferrier et deux sœurs.
Ferrier étudie la philosophie (grammaire, logique et arts) et le droit à Lérida, bachelier avant d'avoir atteint sa vingtième année; il poursuit en Italie ses études de jurisprudence, grâce à une bourse instituée par le cardinal Nicolás Caponi et reçoit à Pérouse des leçons du célèbre jurisconsulte, Baldo degli Ubaldi. La Guerre des Huit Saints l'oblige à revenir en Espagne. Il est reçu docteur in utroque jure et en théologie, à l'Université de Lérida. Il préside une chaire de droit canon dans le palais de Mgr Jaime de Aragón et il est avocat ordinaire de la ville de Valence de 1376 jusqu'à son mariage. En 1382, Ferrier épouse Jaumeta Despont une femme noble et riche dont il a onze enfants. Il acquiert en 1388 la seigneurie d'Alfara del Patriarca. Il a deux fois les honneurs de la magistrature municipale à Valence et des postes administratif élevés dans la ville de Turia dont il devient représentant aux Cortès de Monzon en 1389. Ferrier est licencié par le conseil municipal le 18 septembre 1389. Quelques jours plus tard, il est considéré comme un prisonnier et une caution de 10 000 florins d'or est requise, à propos de la question du quartier juif qui provoque le licenciement soudain des représentants valenciens et l'ouverture d'une procédure judiciaire longue et douloureuse contre chacun d'eux par le conseil de Valence jusque fin 1395, il obtient une liberté limitée est finalement acquitté. À ce processus judiciaire sans fin et mouvementé qui dure six années épuisantes et ruine sa renommée et son prestige.
Boniface Ferrier perd successivement sept filles et voit ensuite mourir sa femme, et deux fils. Un ensemble de circonstances qui le conduise à une grave crise de valeurs et qui contribue certainement à renforcer cette vocation religieuse primordiale qu'il chérit depuis son enfance.

### Profès de Porta Cœli
Résolu de se retirer dans un cloître, il partage son bien entre les deux fils qui lui restent, et suivant le conseil de son frère, dont la réputation est déjà grande dans l'ordre des dominicains, il renonce au monde à l'âge de quarante-deux ans. 
Le 21 mars 1396, il entre comme novice dans la chartreuse de Porta Cœli, situé à quatre lieues de Valence. Il y fait son testament le 19 juin 1396, et désormais détaché des choses temporelles, il fait profession le 24 du même mois, le pape l'ayant dispensé d'un plus long noviciat. Il est procureur en 1399, et prieur en 1400.
Ferrier est le professeur de François de Aranda jusqu'en 1399. Il est procureur. Au début des années 1400, il va à la Grande Chartreuse pour assister au chapitre général de l'Ordre.

### Prieur général des chartreux
Boniface Ferrier a été le camarade d'études de Pierre de Lune, l'antipape Benoît XIII dont il est resté ami. À son retour de la Grande Chartreuse, il s'arrête à Avignon, rend visite au pape, alors détenu à Avignon, qui le nomme légat apostolique auprès du roi de France, Charles VI, en 1401 pour obtenir sa libération.
À la suite de cette ambassade, Boniface Ferrier est élu général des chartreux, le 23 juin 1402 et donc prieur général de l'Ordre des Chartreux clémentiste. Rappelé par le pape en 1403, il le quitte bientôt pour rentrer dans la Grande Chartreuse. Il assiste au concile de Perpignan où éclate son zèle contre le schisme qui déchire alors l'Église catholique. Il remplit la mission de conciliateur entre le pape et le roi de France, et il assiste au concile de Pise, en 1409, où il est fort mal reçu, on refuse même de l'entendre. Boniface Ferrier compose une apologie qu'il intitule « le Schisme de Pise », ouvrage en latin; on y trouve des renseignements précieux sur les débats qui agitent cette période. 
Boniface Ferrier démissionne avec le prieur général urbaniste, Étienne Maconi, en faveur de la réunification de l'ordre en 1410, mais reprend sa charge sur ordre de Benoît XIII, son pouvoir se limite alors aux maisons d’Espagne. Les sept chartreuses hispaniques, suivent cette obédience et continuent à évoluer dans l'ombre de l'antipape, alors retiré à Peniscola, à 140 km environ au nord de Valence. Après la nomination d'Alexandre V, que l'Espagne n'a pas reconnu. Boniface Ferrier ne peut rentrer à la Grande Chartreuse où siège alors le général de l'ordre, élu par les adversaires de Benoît XIII. À partir de 1410, le Chapitre général des chartreux réside à Val de Christo et six chapitres généraux s'y tiennent. Il arrive à la Chartreuse de Val de Christo et la transforme en un lieu pour la célébration de six chapitres généraux.
Dans un différend entre deux grands maîtres de l'ordre de Montesa, il est choisi pour arbitre, et nomme un nouveau grand maître, quoique sa décision ruine les espérances des deux prétendants, elle est acceptée, et le calme est rétabli.
À cette époque, Ferrier réside à Porta Cœli, ou à Val de Christo, siège de son généralat.

### Compromis de Caspe
En 1412, il est l'un des neuf électeurs chargés de nommer un successeur à Martin Ier d'Aragon, mort sans postérité et contribue avec son frère Vincent Ferrier à l'élection de Ferdinand d'Antequera, événement connu sous le nom de compromis de Caspe. La même année, Juan, l'un de ces deux fils prend l'habit de chartreux dans le couvent de Val de Christo.

### Dernières années
Resté fidèle à la cause de Benoît XIII, Boniface et Vincent Ferrier vont à Perpignan et Collioure, en 1415 et 1416, où se réunissent, le pape, l'empereur Sigismond et Ferdinand Ier, pour tenter de mettre fin au schisme,. De concert avec son frère, ils contribuent l'un et l'autre à détacher les rois d'Aragon et de Castille de l'obédience de ce pape.
Boniface Ferrier meurt en 1417 et est inhumé dans le nouveau cimetière situé dans le Grand cloître de la Chartreuse de Val de Christo. En 1884, son corps est exhumé et enterré à nouveau devant le maître-autel de l'église Saint-Michel archange, église paroissiale d'Altura. En 1917, l'évêque Amigó déplace ses restes au sanctuaire de la Sainte Grotte d'Altura, mais ils sont mis au jour et brûlés en 1936, pendant la guerre civile.

## Bible de Valence
Il a traduit la Vulgate, en valencien, connue comme la Bible de Valence (es).

## Écrits
- Psalteri, trad. en catalan, Valence, 1480.

- « De schismate pisano, seu specula contra vasa iræ super hæretica pravitate pisana », Martene-Durand, Thesaurus novus anecdotorum. Paris, 1717, t. 2, 1435-1529 (sous le titre Tractatus pro defensione Benedicti XIII) (Rééd. Dans : Tromby, t. 7, app. 1, CCI-CCLXII. AC 84).

- « Quare cartusienses non comedant carnes. De miraculis et sanctis in Cartusia. De approbatione et confirmatione Cartusiæ. De cæremoniis in Cartusia. De novitio inducendo et introducendo in cellam. De ægrotandis visitandis et defunctorum sepultura », Villanueva, Jaime, Viage litterario. Madrid, Imprimerie Royale, 1804, t. 4, 220-255.

## Retable de la crucifixion et des sacrements

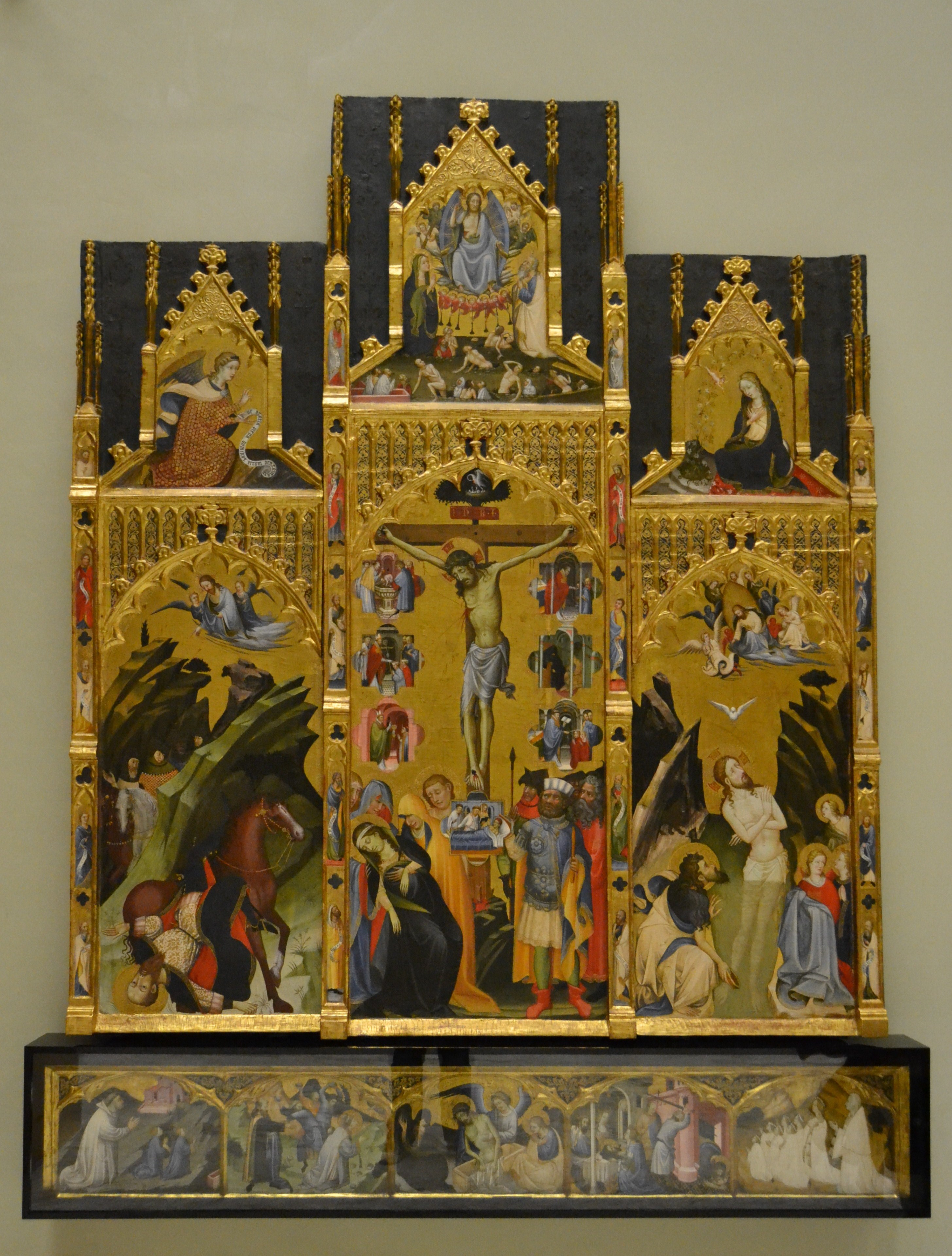
Retable de la crucifixion et des sacrements, ca. 1396 (Musée des Beaux-Arts de Valence)

Ce retable peint par Gherardo Starnina est une vraie biographie de Dom Boniface Ferrier après son entrée à Porta Cœli, en 1396. C'est un ensemble de peintures sur panneau en bois finement sculpté et décoré dans le style gothique dominant à cette époque.
Le panneau central est dédié à la crucifixion et aux sacrements, et les panneaux latéraux à la conversion de Saül et au baptême du Christ. Dans la partie supérieure centrale, un jugement final a été peint, et sur les côtés, une Annonciation divisée en deux. Dans la prédelle, il y a cinq scènes : Christ, l'homme de douleurs au centre ; des deux côtés la Lapidation de saint Étienne et le Festin d'Hérode et la Décollation de Jean Baptiste ; aux extrêmes, Boniface Ferrer et ses enfants et Jaumeta Despont, son épouse, et ses filles. Vingt personnages sont peints, dont dix-huit en entier avec des phylactères, sûrement des prophètes, et deux autres, des deux côtés de l'Annonciation.